# Mezinárodní letiště Luhansk
Mezinárodní letiště Luhansk (Міжнародний аеропорт «Луганськ» – Mižnarodnyj aeroport „Luhansk“, ICAO: UKCW, IATA: VSG) je letiště u města Luhansk na východě Ukrajiny v Luhanské oblasti. Nachází se zhruba dvacet kilometrů jižně od středu města a devět kilometrů od jeho okraje. Bylo vybudováno v roce 1964 a má 2,8 kilometru dlouhou vzletovou a přistávací dráhu.

## Uzavření a zničení v roce 2014
Během války na východě Ukrajiny počátkem června 2014 na letiště zaútočily ozbrojené formace proruské samozvané tzv. Luhanské lidové republiky, což vedlo následně k zastavení civilního leteckého provozu. Proruským separatistů se podařilo ukrajinské síly na letišti obklíčit. Při pokusu o zásobování obránců za pomocí vzdušného mostu byl útočníky 14. června sestřelen raketou 9K38 Igla přistávající Iljušin Il-76 ukrajinského letectva. Podle vyjádření ukrajinské armády zemřelo všech 49 lidí na palubě. Dne 9. července se letiště samotné ocitlo pod silným útokem separatistů.  Během tvrdých bojů bylo letiště z velké části zničeno, poslední ukrajinští obránci jeho ruiny opustili 1. září 2014.

## Ruská invaze na Ukrajinu
Během Ruská invaze na Ukrajinu v roce 2022 začalo Rusko využívat letiště jako vojenskou leteckou základu pro útočné vrtulníky Mi-8 a Mi-24 Mi-35.  

V polovině října 2023 ukrajinské síly podnikly americkými střelami ATACMS úspěšný útok na letiště v Luhansku, během kterého zničily řadu ruských vrtulníků a další vybavení.